# 丽景门站
丽景门站是洛阳轨道交通1号线的地铁车站，位于中华人民共和国河南省洛阳市老城区西关街道中州中路九龙鼎西侧地下，2021年3月28日投入运营。

## 车站结构
本站为地下二层车站，其中地下一层为站厅层，地下二层为站台层，设一座岛式站台，供1号线使用。

## 出入口
本站目前开通4个出入口，其中A口和B口位于中州中路南侧，C口和D口位于中州中路北侧。

## 历史
丽景门站于2021年3月28日随洛阳轨道交通1号线的开通而启用。